# Cassytha pondoensis
Cassytha pondoensis là loài thực vật có hoa trong họ Nguyệt quế. Loài này được Engl. miêu tả khoa học đầu tiên năm 1899.